# 鈴ヶ森出入口
鈴ヶ森出入口（すずがもりでいりぐち）は、東京都品川区にある首都高速1号羽田線の出入口である。浜崎橋JCT方面の出入口のみ設置されているハーフインターチェンジである。

## 歴史
2025年（令和7年）7月5日より入口料金所がETC専用になっている。

## 料金所

### 入口
- ブース数:2
  - ETC専用 :1
  - サポート :1

## 標識の表示
出口
- 出口 : 鈴ヶ森
- 番号 : 103
- 方面 : 大森海岸駅 (15)第一京浜

入口
- 入口 : 鈴ヶ森
- 番号 : 103

## 接続する道路
- 入口 : 国道15号（第一京浜）
- 出口 : 東京都道316号日本橋芝浦大森線（海岸通り）

出口は海岸通り上に存在するが、車線規制上国道15号に向かって右折するしかなく、海岸通りを直進することはできない。実質的には国道15号連絡用出口となっている。

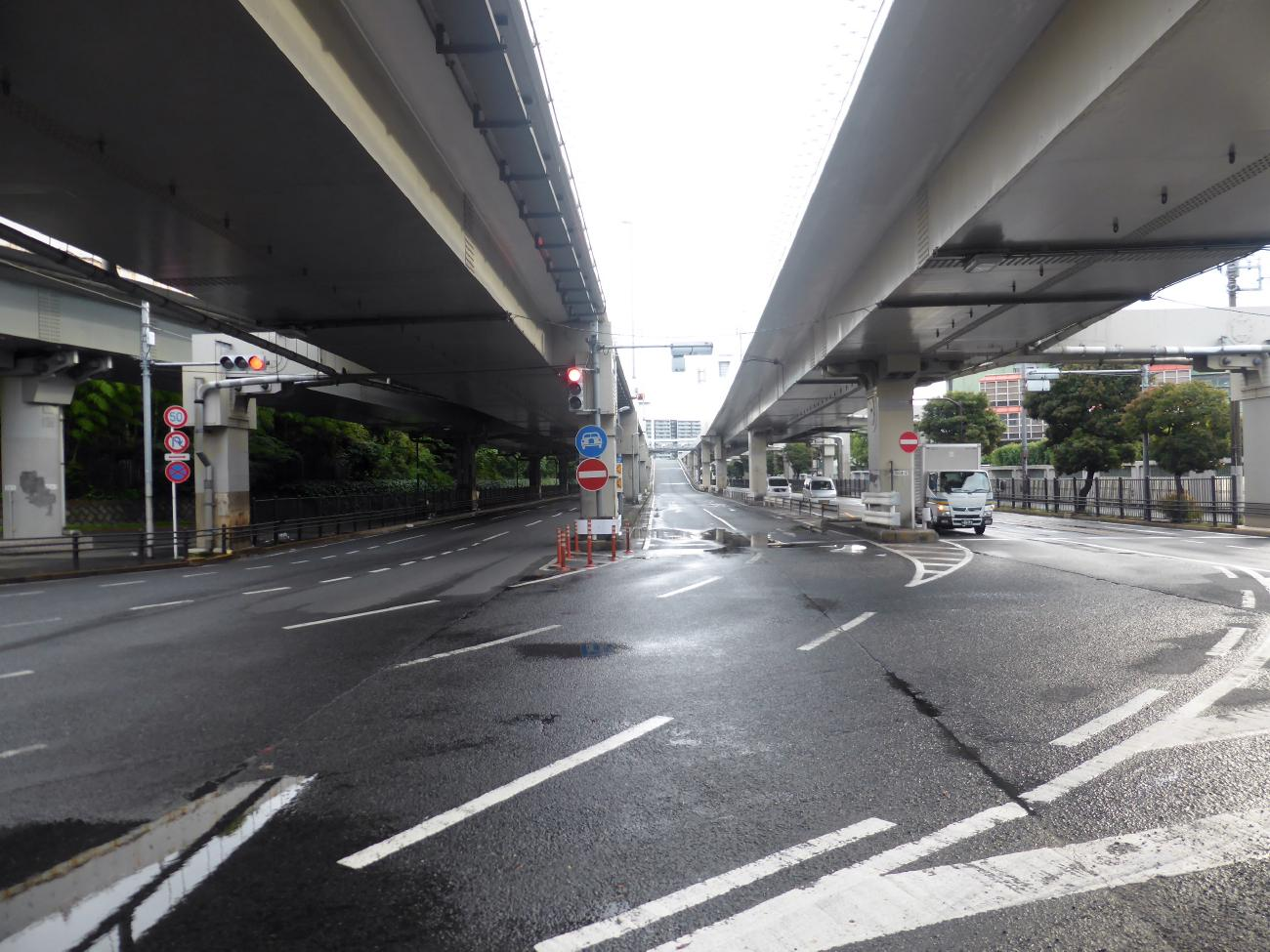
鈴ヶ森出口（羽田線下り）。海岸通り上に位置するが出口交差点は右折専用となっている。

## 周辺
- 大井競馬場
- しながわ区民公園
- しながわ水族館
- 大森海岸駅
- 大森駅
- 鈴ヶ森刑場跡地

## 隣
首都高速1号羽田線
(104)勝島出入口 - (103)鈴ヶ森出入口 - (105)平和島出入口